# Joshua Amissah
Prince Joshua Amissah (geboren 1995 in der Schweiz als Joshua Samuel Kobina Amissah) ist ein Schweizer Autor, Kurator, Gastdozent, Kulturmanager und bildender Künstler. Seit 2025 ist Amissah auf der Liste Forbes 30 Under 30 in der Kategorie Art & Culture.

## Frühes Leben und Ausbildung
Amissah studierte Bildende Kunst, Fotografie und Design an der Zürcher Hochschule der Künste (ZHdK), wo er mit Auszeichnung abschloss. Seine Bachelorarbeit wurde mit dem Förderpreis Bachelor Design 2021 der ZHdK ausgezeichnet. Während seines Studiums absolvierte er auch einen Gastaufenthalt an der Humboldt-Universität zu Berlin mit dem Schwerpunkt Kunstgeschichte, Medienwissenschaften und Kulturtheorie.

## Karriere

### Fotografie und Ausstellungstätigkeit
Amissahs Debüt-Fotobuch, Black Masculinities, wurde vom Hatje Cantz Verlag veröffentlicht und mit der Nominierung für den Swiss Design Award 2023 vom Bundesamt für Kultur an der Art Basel lanciert. Black Masculinities untersucht die Vielfalt der schwarzen Männlichkeiten durch die Linse zeitgenössischer Fotografie mit einem Fokus auf die Schnittstellen von Kunst, Mode und Kultur. Mit Beiträgen von 22 internationalen schwarzen Künstlern hinterfragt die Veröffentlichung stereotype Darstellungen von schwarzer Identität und Männlichkeit und bietet alternative Perspektiven und Erzählungen.
Seine Arbeiten wurden in Institutionen wie dem Museum für Gestaltung Zürich, Art Basel, Hi-Flow Genf, Aargauer Kunsthaus, Kunsthaus Zürich, NRW-Forum Düsseldorf, Industria Kulturfestival, Folkwang Museum Essen und photoMÜNCHEN ausgestellt.

### Kuratorische Tätigkeit
Von 2019 bis 2025 war er als Mitkurator der Fotografie-Werkschau photoSCHWEIZ tätig, das jährlich über 30'000 Besucher zählt. Im Jahr 2020 war Amissah der Hauptkurator der Fotografie-Ausstellung Black Art Matters in der Maag Halle, die Arbeiten von über 70 ausschliesslich Schwarzen Fotografen präsentierte. Er war auch Mitgründer des Kollektivs bild8005, ein Offspace, der darauf abzielte, aufstrebende Künstler zu unterstützen und auszustellen. Von 2023 bis 2024 war er Mitglied des Beirats des Aargauer Kunsthauses für die Ausstellung Stranger in the Village - Reflecting on Racism with James Baldwin.

### Zusammenarbeit und unabhängige Praxis
Amissahs freiberufliche Praxis umfasst Kunstvermittlung, redaktionelle Arbeit, künstlerische Praxis und Beratung. Er hat mit einer Vielzahl internationaler Institutionen und Publikationen zusammengearbeitet, darunter:
- VOGUE Deutschland (digital)[14]
- documenta fifteen[15]
- Boros Collection[16]
- Schauspielhaus Zürich[17]
- Galerie Eva Presenhuber[18]
- Theater Neumarkt[19]

## Auszeichnungen und Anerkennung
- ZHdK Förderpreis Design (2021)[3]
- Nominierung, Swiss Design Awards (2023)[20]
- Shortlist, Art Directors Club Germany Award (2024)[21]
- Nominierung, Swiss Diversity Award (2024)[22]

## Akademisches Engagement
Amissah wurde als Gastdozent und Sprecher an zahlreiche akademischen Institutionen eingeladen, darunter:
- Universität der Künste Berlin (UdK)[23]
- Universität Basel
- F+F Schule für Kunst und Design Zürich
- Peter Behrens School of Arts Düsseldorf[24]
- Zürcher Hochschule der Künste (ZHdK)[25]
- FHNW (Fachhochschule Nordwestschweiz)
- Humboldt-Universität zu Berlin